# Rhyacophila aberrans
Rhyacophila aberrans är en nattsländeart som beskrevs av Martynov 1913. Rhyacophila aberrans ingår i släktet Rhyacophila och familjen rovnattsländor. Inga underarter finns listade i Catalogue of Life.